# Simulium futaense
Simulium futaense es una especie de insecto del género Simulium, familia Simuliidae, orden Diptera.
Fue descrita científicamente por Garms & Post, 1966.